# Distretto di Nong
Il distretto di Nong è uno dei quindici distretti (mueang) della provincia di Savannakhet, nel Laos. Ha come capoluogo la città di Nong.